# Colobothea mosaica
Colobothea mosaica är en skalbaggsart som beskrevs av Bates 1865. Colobothea mosaica ingår i släktet Colobothea och familjen långhorningar.
Artens utbredningsområde är Venezuela. Inga underarter finns listade i Catalogue of Life.